# Großer Preis von Frankreich 1951
Der Große Preis von Frankreich 1951 (offiziell XXXVIII Grand prix de l’A.C.F. Grand Prix d’Europe) fand am 1. Juli auf dem Circuit de Reims-Gueux in Reims statt und war das vierte Rennen der Automobil-Weltmeisterschaft 1951. Das Rennen hatte auch den FIA-Ehrentitel Großer Preis von Europa.

## Berichte

### Hintergrund
Nach dem Großen Preis von Belgien führte Giuseppe Farina in der Fahrerwertung mit zwei Punkten vor Juan Manuel Fangio und mit drei Punkten vor Lee Wallard.
Im Gegensatz zum belgischen Grand Prix wurden für den Grand Prix von Frankreich mit 24 wieder eine ordentliche Zahl von Nennungen abgegeben. Die angekündigten B.R.M. fehlten allerdings immer noch. Dafür hatte das Team von Tony Vandervell seinen ersten Auftritt auf der Grand-Prix-Bühne, allerdings noch nicht mit einem eigenen Fahrzeug, sondern mit einem 4,5-Liter-Ferrari, der von Reg Parnell gesteuert wurde. Alfa Romeo setzte wieder einen vierten Wagen für Luigi Fagioli ein. Dieser war technisch allerdings nicht ganz auf dem Stand der drei anderen Fahrzeuge. Die schnelle Strecke von Reims favorisierte die Alfa-Romeo wegen ihrer deutlich höheren Endgeschwindigkeit, die allerdings mit einem enorm hohen Verbrauch (ca. 1,5 l Methanol auf 1 km) und zwei zusätzlichen Boxenstopps erkauft wurde. Bei Ferrari ersetzte José Froilán González den erkrankten Piero Taruffi im Werks-Team. Im Gegensatz zu den 425 PS starken Alfa Romeo leisteten die Ferrari-Motoren nur 380 PS, kamen aber mit einem einzigen Tankstopp über die gesamte Renndistanz. Simca-Gordini entsendete zum Heim-Rennen vier Wagen, die aber aufgrund der geringen Motorleistung (150 PS) praktisch keine Chance auf einen vorderen Platz hatten. Das andere französische Team Talbot war nur durch die privaten Meldungen von Louis Rosier und Louis Chiron vertreten.
Mit Fangio (zweimal) trat ein ehemaliger Sieger zu diesem Grand Prix an.

### Training und Qualifying

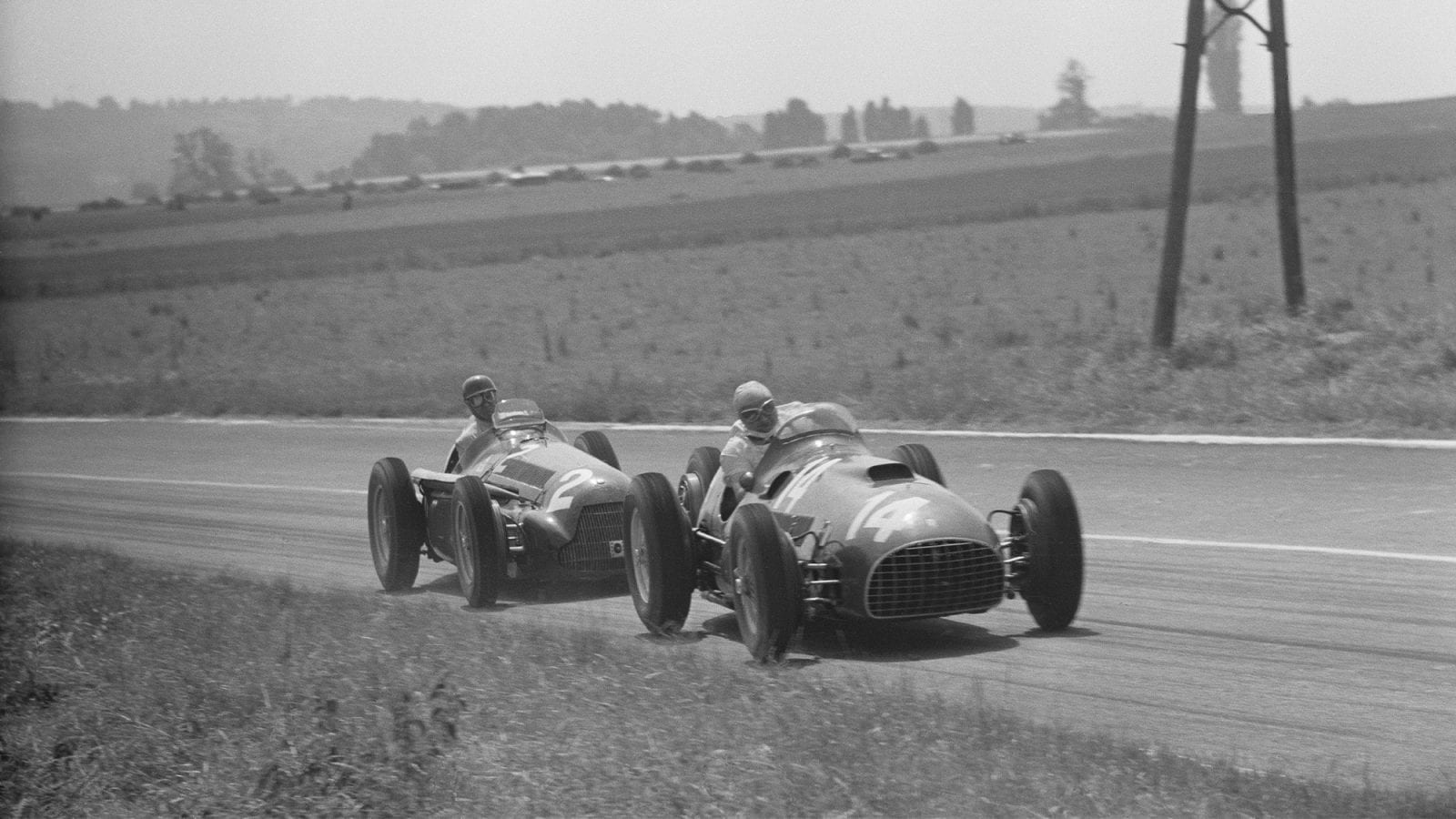
Giuseppe Farina im Alfa Romeo 159 vor José Froilán González im Ferrari 375

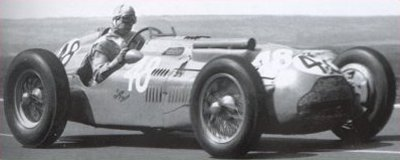
Guy Mairesse im Talbot T26C; auf dem Weg zum neunten Rang in der Gesamtwertung

Das Training war erneut vom Duell der Alfa Romeo gegen Ferrari geprägt. Alberto Ascari war am ersten Trainingstag der Schnellste, Fangio sicherte sich im Alfa Romeo aber die Pole-Position vor seinem Teamkollegen Farina und den Ferrari-Fahrern Ascari und Luigi Villoresi.

### Rennen
Am Renntag war es sehr heiß. Fangio erwischte den besten Start – ganz im Gegensatz zu Farina, der gleich am Start wegen durchdrehender Hinterräder auf den sechsten Rang zurückfiel. Aus der ersten Runde kehrte allerdings Ascari vor Fangio und Villoresi als Führender zurück. Den ersten Ausfall verzeichnete Peter Whitehead, der ebenso wie Emmanuel de Graffenried bereits in der zweiten Runde stehen blieb. Auch Onofre Marimón und Robert Manzon waren früh draußen. Consalvo Sanesi kam im Alfa Romeo in der 5. Runde an die Box und klagte über Fehlzündungen. Farina konnte sich bis zur neunten Runde wieder auf den dritten Platz vorarbeiten. Kurz darauf lag er in Führung, als Ascari in der zehnten Runde zurückfiel und an der Box seinen Ferrari mit Getriebeschaden abstellen musste und Fangio ebenfalls durch Fehlzündungen in Schwierigkeiten kam. Sein Boxenstopp zum Austausch des Zündverteilers dauerte 12 Minuten. Farina hatte inzwischen einen Vorsprung von fast einer Minute, gerade genug, um die Führung durch den erforderlichen Extra-Boxenstopp zum Tanken nicht zu verlieren. Fagioli im vierten Alfa Romeo lag an dritter Position. Daraufhin wurde er an die Boxen gerufen, um Fangio seinen Wagen zu übergeben. Dieser startete damit eine Aufholjagd und überholte in der 34. Runde Villoresi und drei Runden später auch González, der seinen Wagen gleich darauf an Ascari übergeben musste. Durch einen weiteren Tankstopp der Alfa Romeo kam Ascari in González‘ Wagen wieder an Fangio vorbei und gelangte in Führung, als der nach wie vor vorn liegende Farina in der 44. Runde seinen zweiten Stopp einlegte.
In der nächsten Runde war Farina mit einer abgelösten Lauffläche seines Reifens schon wieder an der Box, fuhr jedoch an seinem Standplatz vorbei. Es dauerte drei Minuten, bis er wieder auf die Strecke zurückkonnte, jetzt auf den dritten Platz zurückgefallen. Fangio jagte weiterhin den an der Spitze liegenden Ascari und konnte in der 50. Runde die Führung übernehmen, als Ascari die Boxen anlief, um seine Bremsen kontrollieren zu lassen. Fangio fuhr in der Folge einen so großen Vorsprung heraus, dass er auch durch den zusätzlichen Tankstopp die Führung nicht verlor und das Rennen mit fast einer Minute Vorsprung gewann. Den sicher geglaubten dritten Platz verlor Farina in den letzten Runden noch an Villoresi durch Probleme mit der Zündanlage. Er fiel dabei auch noch hinter Parnell zurück und lief lediglich auf Platz fünf ein. Parnell hatte das Glück, das Rennen trotz einer unmittelbar vor dem Zieleinlauf gebrochenen Achse beenden zu können.
Obwohl Fagioli 1951 keine einzige Runde in Führung gelegen war, trug er sich hier zum ersten und einzigen Mal in die Siegerliste eines Formel-1-Weltmeisterschaftslaufes ein. Der 1898 geborene Italiener ist damit bis heute der älteste Formel-1-Sieger.
In der Fahrerwertung übernahm Fangio die Führung vor Farina und Ascari.

## Meldeliste
| Team                       | Nr. | Fahrer                  | Chassis             | Motor      | Reifen |
| -------------------------- | --- | ----------------------- | ------------------- | ---------- | ------ |
| Alfa Romeo Motorsport      | 02  | Giuseppe Farina         | Alfa Romeo 159      | Alfa Romeo | P      |
| Alfa Romeo Motorsport      | 04  | Juan Manuel Fangio      | Alfa Romeo 159      | Alfa Romeo | P      |
| Alfa Romeo Motorsport      | 06  | Consalvo Sanesi         | Alfa Romeo 159      | Alfa Romeo | P      |
| Alfa Romeo Motorsport      | 08  | Luigi Fagioli           | Alfa Romeo 159      | Alfa Romeo | P      |
| Scuderia Ferrari           | 10  | Luigi Villoresi         | Ferrari 375         | Ferrari    | E      |
| Scuderia Ferrari           | 12  | Alberto Ascari          | Ferrari 375         | Ferrari    | E      |
| Scuderia Ferrari           | 14  | José Froilán González   | Ferrari 375         | Ferrari    | E      |
| Enrico Platé               | 18  | Emmanuel de Graffenried | Maserati 4CLT       | Maserati   | P      |
| Enrico Platé               | 20  | Harry Schell            | Maserati 4CLT       | Maserati   | P      |
| Team Peter Whitehead       | 24  | Peter Whitehead         | Ferrari 125         | Ferrari    | D      |
| Vanwall                    | 26  | Brian Shawe-Taylor      | Ferrari 375         | Ferrari    | P      |
| Vanwall                    | 26  | Reg Parnell             | Ferrari 375         | Ferrari    | P      |
| Ecurie Belge               | 28  | Johnny Claes            | Talbot-Lago T26C-DA | Talbot     | D      |
| Gordini                    | 30  | Robert Manzon           | Gordini Type 15     | Gordini    | E      |
| Gordini                    | 32  | Maurice Trintignant     | Gordini Type 15     | Gordini    | E      |
| Gordini                    | 34  | André Simon             | Gordini Type 15     | Gordini    | E      |
| Gordini                    | 36  | Aldo Gordini            | Gordini Type 15     | Gordini    | E      |
| Team Philippe Etancelin    | 38  | Philippe Étancelin      | Talbot-Lago T26C-DA | Talbot     | D      |
| Ecurie Rosier              | 40  | Louis Rosier            | Talbot-Lago T26C-DA | Talbot     | D      |
| Ecurie Rosier              | 42  | Louis Chiron            | Talbot-Lago T26C    | Talbot     | D      |
| Team Eugène Chaboud        | 44  | Eugène Chaboud          | Talbot-Lago T26C-DA | Talbot     | D      |
| Team Yves Giraud-Cabantous | 46  | Yves Giraud-Cabantous   | Talbot-Lago T26C    | Talbot     | D      |
| Ecurie Belgique            | 48  | Guy Mairesse            | Talbot-Lago T26C    | Talbot     | D      |
| Scuderia Milano            | 50  | Onofre Marimón          | Maserati Milano     | Maserati   | P      |

## Klassifikation

### Startaufstellung
| Pos. | Fahrer                  | Konstrukteur  | Zeit   | Startreihe |
| ---- | ----------------------- | ------------- | ------ | ---------- |
| 01   | Juan Manuel Fangio      | Alfa Romeo    | 2:25,7 | 1 R        |
| 02   | Giuseppe Farina         | Alfa Romeo    | 2:27,4 | 1 M        |
| 03   | Alberto Ascari          | Ferrari       | 2:28,1 | 1 L        |
| 04   | Luigi Villoresi         | Ferrari       | 2:28,5 | 2 R        |
| 05   | Consalvo Sanesi         | Alfa Romeo    | 2:28,9 | 2 L        |
| 06   | José Froilán González   | Ferrari       | 2:30,8 | 3 R        |
| 07   | Luigi Fagioli           | Alfa Romeo    | 2:33,1 | 3 M        |
| 08   | Louis Chiron            | Talbot-Lago   | 2:43,7 | 3 L        |
| 09   | Reg Parnell             | Ferrari       | 2:44,0 | 4 R        |
| 10   | Philippe Étancelin      | Talbot-Lago   | 2:44,8 | 4 L        |
| 11   | Yves Giraud-Cabantous   | Talbot-Lago   | 2:45,7 | 5 R        |
| 12   | Johnny Claes            | Talbot-Lago   | 2:46,6 | 5 M        |
| 13   | Louis Rosier            | Talbot-Lago   | 2:48,0 | 5 L        |
| 14   | Eugène Chaboud          | Talbot-Lago   | 2:49,6 | 6 R        |
| 15   | Onofre Marimón          | Maserati      | 2:49,8 | 6 L        |
| 16   | Emmanuel de Graffenried | Maserati      | 2:50,1 | 7 R        |
| 17   | Aldo Gordini            | Simca-Gordini | 2:50,3 | 7 M        |
| 18   | Maurice Trintignant     | Simca-Gordini | 2:50,3 | 7 L        |
| 19   | Guy Mairesse            | Talbot-Lago   | 2:58,4 | 8 R        |
| 20   | Peter Whitehead         | Ferrari       | 2:59,0 | 8 L        |
| 21   | André Simon             | Simca-Gordini | 2:59,5 | 9 R        |
| 22   | Harry Schell            | Maserati      | 3:02,0 | 9 M        |
| 23   | Robert Manzon           | Simca-Gordini | 3:06,0 | 9 L        |

## Rennergebnis
| Pos. | Fahrer                  | Konstrukteur  | Runden | Zeit        | Start | Schnellste Runde |
| ---- | ----------------------- | ------------- | ------ | ----------- | ----- | ---------------- |
| 01   | Juan Manuel Fangio      | Alfa Romeo    | 77     | 3:22:11,0   | 07    | 2:27,800 (32.)   |
| 01   | Luigi Fagioli           | Alfa Romeo    | 77     | 3:22:11,0   | 07    | 2:27,800 (32.)   |
| 02   | Alberto Ascari          | Ferrari       | 77     | + 58,2      | 06    |                  |
| 02   | José Froilán González   | Ferrari       | 77     | + 58,2      | 06    |                  |
| 03   | Luigi Villoresi         | Ferrari       | 74     | + 3 Runden  | 04    |                  |
| 04   | Reg Parnell             | Ferrari       | 73     | + 4 Runden  | 09    |                  |
| 05   | Giuseppe Farina         | Alfa Romeo    | 73     | + 4 Runden  | 02    |                  |
| 06   | Louis Chiron            | Talbot-Lago   | 71     | + 6 Runden  | 08    | 2:46,400 (18.)   |
| 07   | Yves Giraud-Cabantous   | Talbot-Lago   | 71     | + 6 Runden  | 11    | 2:49,700 (24.)   |
| 08   | Eugène Chaboud          | Talbot-Lago   | 69     | + 8 Runden  | 14    | 2:50,200 (40.)   |
| 09   | Guy Mairesse            | Talbot-Lago   | 66     | + 11 Runden | 19    | 2:57,500 (10.)   |
| 10   | Consalvo Sanesi         | Alfa Romeo    | 57     | + 19 Runden | 05    |                  |
| 11   | Juan Manuel Fangio      | Alfa Romeo    | 55     | + 22 Runden | 01    |                  |
| 11   | Luigi Fagioli           | Alfa Romeo    | 55     | + 22 Runden | 01    |                  |
| –    | Johnny Claes            | Talbot-Lago   | 54     | DNF         | 12    | 2:50,500 (36.)   |
| –    | Louis Rosier            | Talbot-Lago   | 43     | DNF         | 13    | 2:48,000 (34.)   |
| –    | Philippe Étancelin      | Talbot-Lago   | 37     | DNF         | 10    | 2:49,100 (35.)   |
| –    | Aldo Gordini            | Simca-Gordini | 27     | DNF         | 17    |                  |
| –    | Harry Schell            | Maserati      | 23     | DNF         | 22    |                  |
| –    | Maurice Trintignant     | Simca-Gordini | 11     | DNF         | 18    |                  |
| –    | Alberto Ascari          | Ferrari       | 9      | DNF         | 03    |                  |
| –    | André Simon             | Simca-Gordini | 6      | DNF         | 21    |                  |
| –    | Robert Manzon           | Simca-Gordini | 3      | DNF         | 23    |                  |
| –    | Onofre Marimón          | Maserati      | 2      | DNF         | 15    |                  |
| –    | Emmanuel de Graffenried | Maserati      | 1      | DNF         | 16    |                  |
| –    | Peter Whitehead         | Ferrari       | 1      | DNF         | 20    |                  |

## WM-Stand nach dem Rennen
Die ersten fünf bekamen 8, 6, 4, 3 bzw. 2 Punkte; einen Punkt gab es für die schnellste Runde. Es zählten nur die vier besten Ergebnisse aus acht Rennen.

### Fahrerwertung
| Pos. | Fahrer                  | Konstrukteur          | Punkte |
| ---- | ----------------------- | --------------------- | ------ |
| 01   | Juan Manuel Fangio      | Alfa Romeo            | 15     |
| 02   | Giuseppe Farina         | Alfa Romeo            | 14     |
| 03   | Alberto Ascari          | Ferrari               | 9      |
| 04   | Lee Wallard             | Kurtis Kraft          | 9      |
| 05   | Luigi Villoresi         | Ferrari               | 8      |
| 06   | Piero Taruffi           | Ferrari               | 6      |
| 07   | Mike Nazaruk            | Kurtis Kraft          | 6      |
| 08   | Luigi Fagioli           | Alfa Romeo            | 4      |
| 09   | Reg Parnell             | Ferrari               | 3      |
| 10   | Louis Rosier            | Talbot-Lago           | 3      |
| 11   | José Froilán González   | Talbot-Lago           | 3      |
| 12   | Consalvo Sanesi         | Alfa Romeo            | 3      |
| 13   | Andy Linden             | Sherman               | 3      |
| 14   | Emmanuel de Graffenried | Maserati / Alfa Romeo | 2      |
| 15   | Yves Giraud-Cabantous   | Talbot-Lago           | 2      |
| 16   | Jack McGrath            | Kurtis Kraft          | 2      |
| 17   | Manuel Ayulo            | Kurtis Kraft          | 2      |
| 18   | Bobby Ball              | Schroeder             | 2      |
| 19   | André Pilette           | Talbot-Lago           | 0      |

| Pos. | Fahrer              | Konstrukteur           | Punkte |
| ---- | ------------------- | ---------------------- | ------ |
| 20   | Louis Chiron        | Talbot-Lago / Maserati | 0      |
| 21   | Eugène Chaboud      | Talbot-Lago            | 0      |
| 22   | Stirling Moss       | HWM                    | 0      |
| 23   | Guy Mairesse        | Talbot-Lago            | 0      |
| 24   | Philippe Étancelin  | Talbot-Lago            | 0      |
| 25   | Rudolf Fischer      | Ferrari                | 0      |
| 26   | Harry Schell        | Maserati               | 0      |
| 27   | Johnny Claes        | Talbot-Lago            | 0      |
| 28   | Pierre Levegh       | Talbot-Lago            | 0      |
| –    | Peter Whitehead     | Ferrari                | 0      |
| –    | Henri Louveau       | Talbot-Lago            | 0      |
| –    | George Abecassis    | HWM                    | 0      |
| –    | Peter Hirt          | Veritas-Meteor         | 0      |
| –    | Aldo Gordini        | Simca-Gordini          | 0      |
| –    | Maurice Trintignant | Simca-Gordini          | 0      |
| –    | André Simon         | Simca-Gordini          | 0      |
| –    | Robert Manzon       | Simca-Gordini          | 0      |
| –    | Onofre Marimón      | Maserati               | 0      |